# Rancho Viejo de los Velázquez
Rancho Viejo de los Velázquez är en ort i Mexiko.   Den ligger i kommunen Badiraguato och delstaten Sinaloa, i den västra delen av landet, 1 100 km nordväst om huvudstaden Mexico City. Rancho Viejo de los Velázquez ligger 319 meter över havet och antalet invånare är 121.
Terrängen runt Rancho Viejo de los Velázquez är huvudsakligen kuperad, men åt sydväst är den platt. Terrängen runt Rancho Viejo de los Velázquez sluttar västerut. Runt Rancho Viejo de los Velázquez är det mycket glesbefolkat, med 6 invånare per kvadratkilometer. Närmaste större samhälle är Badiraguato, 15,4 km norr om Rancho Viejo de los Velázquez. I omgivningarna runt Rancho Viejo de los Velázquez växer huvudsakligen savannskog.